# Impatiens rheedii
Impatiens rheedii är en balsaminväxtart som beskrevs av Robert Wight och Arn. Impatiens rheedii ingår i släktet balsaminer, och familjen balsaminväxter. Inga underarter finns listade i Catalogue of Life.